# Stomatochirurgie
Stomatochirurgie (též stomatologická chirurgie, dentoalveolární chirurgie, orální chirurgie ) je chirurgická část oboru zubní lékařství. Stomatochirurgie je také částí specializace Orální a maxilofaciální chirurgie.

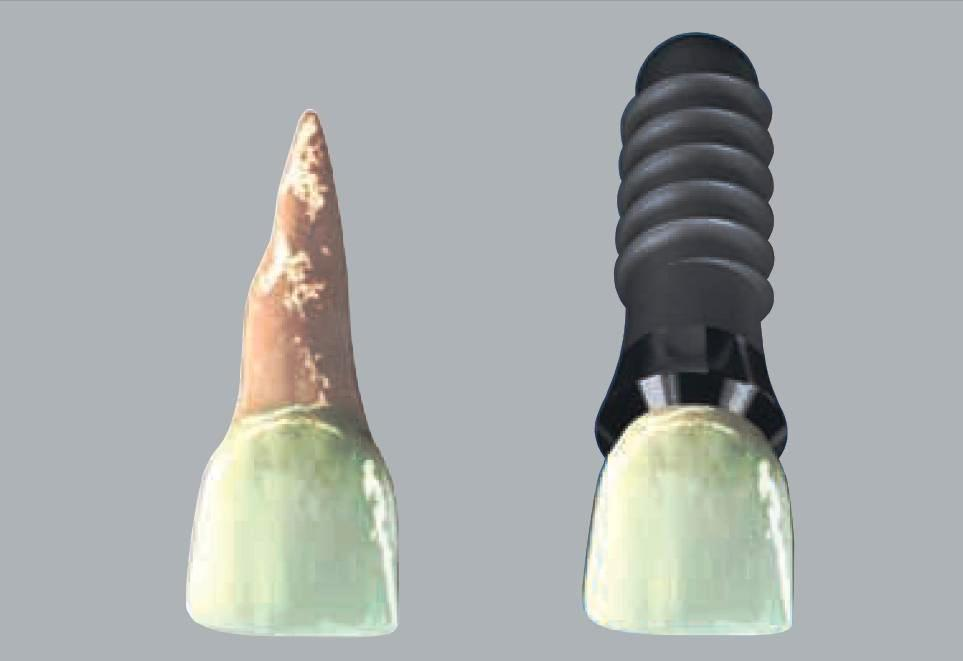
dentální implantát – model

## Náplň činnosti
- extrakce a autotransplantace zubů
- zavádění zubních implantátů
- endodontická chirurgie: resekce kořenového hrotu, amputace kořene, hemiextrakce, periapikální kyretáž
- ošetření odontogenních kolemčelistních zánětů s intraorální propagací
- menší výkony na čelistních kostech: štěpy, augmentace, sinus-lift, osteoplastika
- preprotetická úprava čelistních kostí a měkkých tkání dutiny ústní
- výkony na alveolech a měkkých tkáních dutiny ústní usnadňující ortodontickou léčbu
- mukogingivální chirurgie a chirurgie měkkotkáňových štěpů
- odstraňování benigních patologických útvarů dutiny ústní
- diagnostické odběry tkání dutiny ústní
- operace menších cyst dutiny ústní
- dentoalveolární traumatologie
- konzervativní terapie onemocnění čelistního kloubu

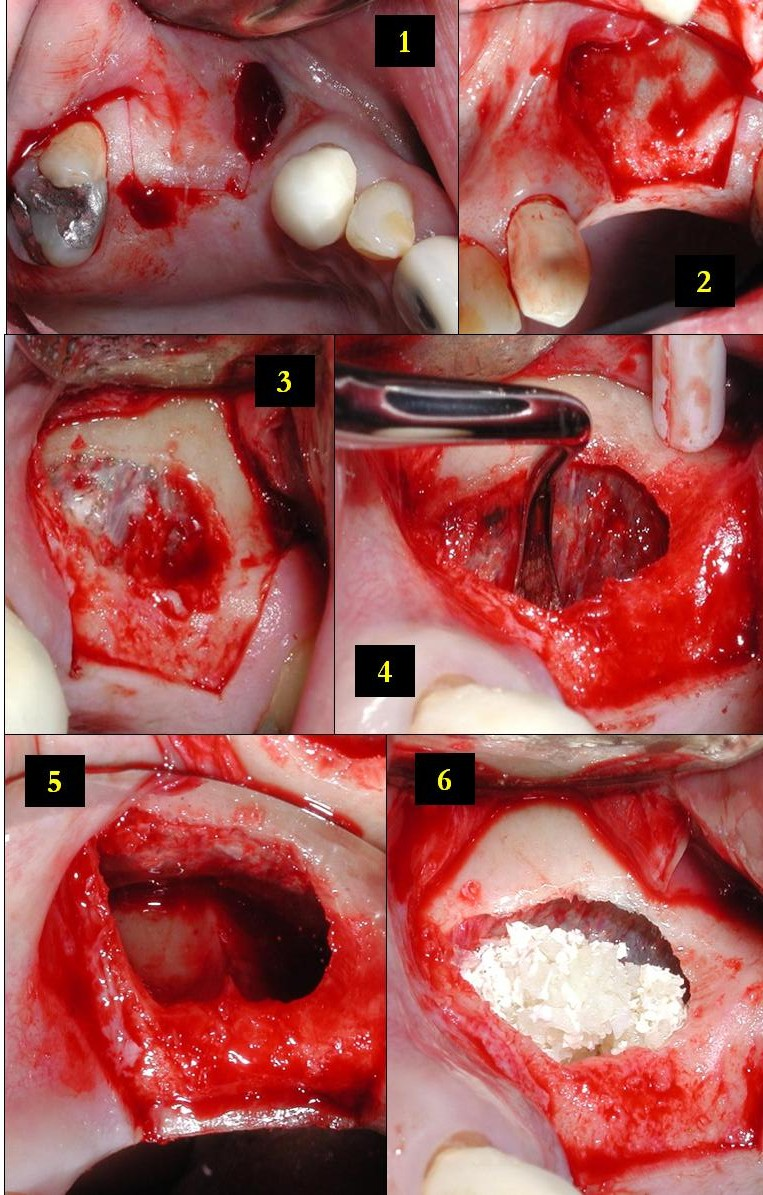
otevřený sinus-lift (augmentační technika)

## Vzdělávání
K provádění stomatochirurgických výkonů je způsobilý každý zubní lékař. Někteří zubní lékaři se profesně věnují pouze chirurgickému spektru zubolékařských výkonů. Česká stomatologická komora umožňuje absolvovat v rámci systému celoživotního vzdělávání zubních lékařů kurzy a následně zkoušku: Praktický zubní lékař stomatochirurg. Vydáním "osvědčení odbornosti" ČSK stvrzuje, že se zubní lékař systematicky předepsaným způsobem více vzdělává ve stomatologické chirurgii.
Předpokladem pro vydání osvědčení odbornosti Praktický zubní lékař stomatochirurg je:
- Platné osvědčení odbornosti "Praktický zubní lékař" a následné absolvování komorou předepsaných kurzů, stáží a úspěšné absolvování zkoušky nebo
- Atestace z Orální a maxilofaciální chirurgie[2]

## Organizace
Stomatochirurgové se sdružují v České stomatochirurgické společnosti, z.s.
Jako zubní lékaři jsou povinně členy České stomatologické komory.